# Valentin Inzko

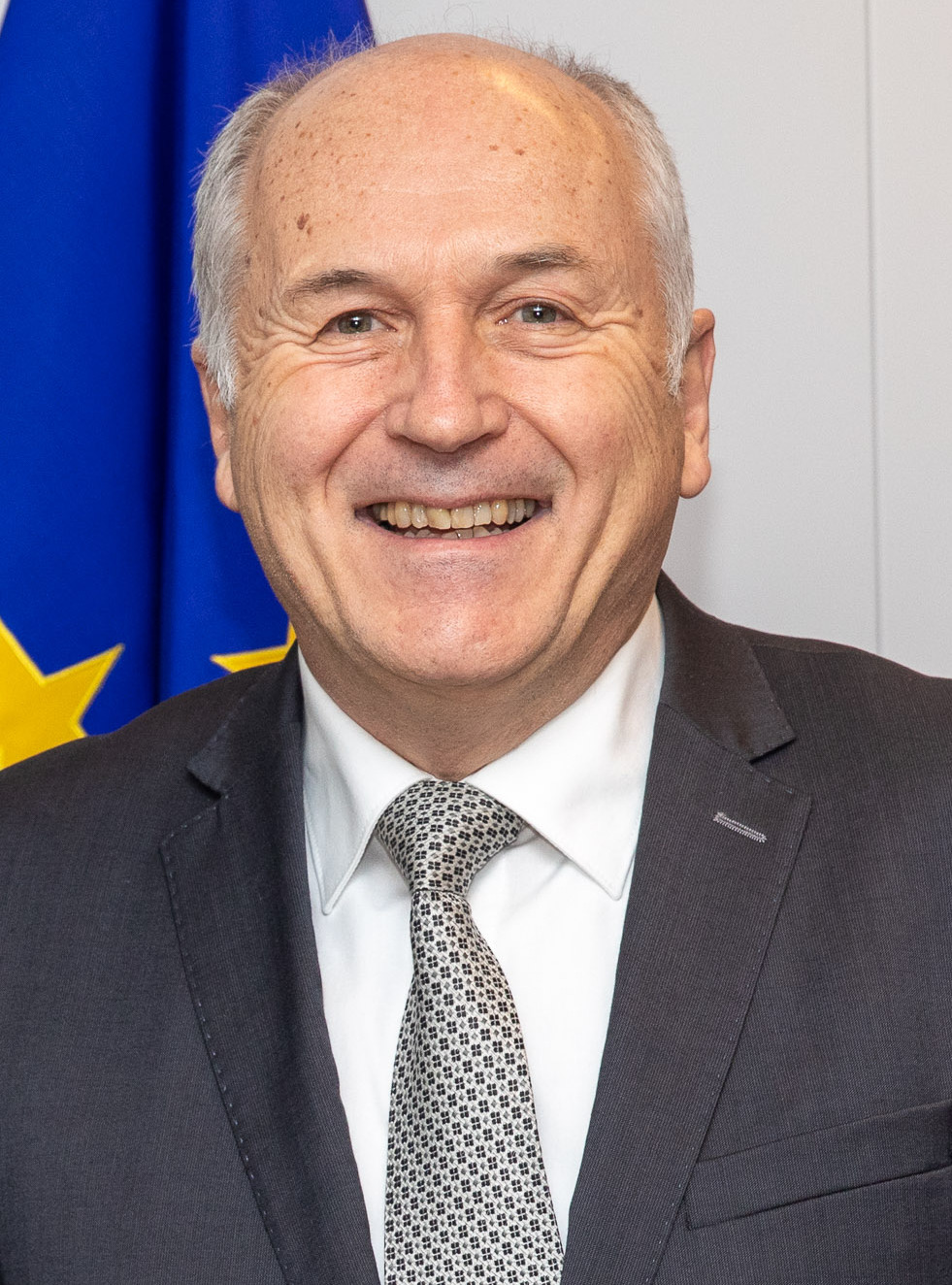
Valentin Inzko (2020)

Valentin Inzko [jun.] (* 22. Mai 1949 in Sveče/Suetschach, Kärnten) ist ein österreichischer Diplomat. Er war vom 1. März 2009 bis zum 31. Juli 2021 Hoher Repräsentant für Bosnien und Herzegowina.

## Leben
Valentin Inzko ist Kärntner Slowene. Sein Vater war der Slawist und Schulinspektor Valentin Inzko sen. (1923–2002). Dessen leitende Tätigkeit im Rat der Kärntner Slowenen und in der Krščanska kulturna zveza (Christlicher Kulturverband) prägte auch den Sohn.
Von 1955 bis 1959 besuchte Valentin Inzko die zweisprachige Volksschule in Suetschach (Sveče) im Rosental (Rož). Danach war er bis 1967 im Bundesgymnasium für Slowenen in Klagenfurt (Celovec). Im Jahr 1967 begann er mit den Studien der Rechtswissenschaften sowie von Serbokroatisch und Russisch an der Universität Graz. 1972 promovierte er zum Doktor juris. Im Anschluss absolvierte er die Diplomatische Akademie in Wien.
Von 1974 bis 1978 war er stellvertretender Leiter der UNDP-Vertretung in Ulan Bator. Danach war er vier Jahre lang stellvertretender Leiter der UNDP-Vertretung in Colombo. 1981 trat er in das Bundesministerium für auswärtige Angelegenheiten ein. Er wurde zuerst in der Politischen Sektion, Abteilung für Mittel-, Ost- und Südosteuropa, Zentralasien und Südkaukasien, eingesetzt. Von 1982 bis 1986 war er in der Botschaft Belgrad (Serbien) als Presse- und Kulturattaché tätig. Danach war er drei Jahre lang in der Vertretung bei den Vereinten Nationen in New York Botschaftsrat, österreichischer Delegierter der Ersten Kommission (für Abrüstung und internationale Sicherheit) der Generalversammlung sowie stellvertretender Vorsitzender der UN-Abrüstungskommission. Von 1989 bis 1990 war er im Außenministerium in Wien stellvertretender Leiter der Abteilung für Presse und Information. 1992 war er als Leiter der OSZE-Mission im Sandžak in Südwestserbien tätig. 1990 bis 1996 war er Kulturrat der Botschaft Prag (Tschechien) und ab dem 1. Jänner 1993 Gründungsdirektor des österreichischen Kulturinstituts in Prag.

### Tätigkeit als Botschafter
1996 wurde Inzko zum Botschafter in Sarajevo für Bosnien und Herzegowina berufen, als Nachfolger des seit 1994 tätigen Franz Bogen, wo er nach der Belagerung von Sarajevo die Botschaft eröffnete und aufbaute (seit Juni 1997 operativ tätig, vom seinerzeitigen Außenminister Wolfgang Schüssel am 21. November 1997 eröffnet, parallel mit dem Botschafts-Außenbüro in Banja Luka). Vom damaligen Präsidenten Alija Izetbegović wurde er zum Ehrenbürger von Sarajevo ernannt. Von 1999 bis 2005 war er wieder im Innendienst im Bundesministerium für auswärtige Angelegenheiten Wien Leiter der Abteilung für Mittel-, Ost- und Südosteuropa, Zentralasien und Südkaukasien.
Von 2005 bis 2009 war Valentin Inzko Botschafter in Ljubljana (Laibach) für die Republik Slowenien. Nach dem EU-Beitritt Sloweniens 2004 begleitet er dort die Integration in die Gemeinschaft, wie das Schengen-Abkommen zum freien Grenzverkehr, das im Dezember 2007 umgesetzt wurde.

### Sondermissionen in Bosnien
2009 kehrte Inzko nach Bosnien zurück, per 26. März wurde er Hoher Repräsentant für Bosnien und Herzegowina, der Beauftragte der UNO für die Resolution 1031 des UN-Sicherheitsrates und die Umsetzung des Dayton-Abkommens zur Konsolidierung des Landes. Er war nach Wolfgang Petritsch der zweite Österreicher in dieser Funktion. Von 2009 bis 2011 bekleidete er damit auch den Posten des EU-Sonderbeauftragten für Bosnien-Herzegowina.
Er bewarb sich mit der Hoffnung auf Außenseiterchancen und wurde mit überwältigender Mehrheit für diesen Posten nominiert. Einzig die USA legten ein Veto ein, da sie den Kandidaten des NATO-Landes Großbritannien, Emyr Jones Perry, favorisierten. Sie wollten das Verfahren neu aufrollen, stimmten aber letztlich der Ernennung Inzkos zum Nachfolger des Slowaken Miroslav Lajčák zu.
Am 31. Juli 2021 beendete er nach mehr als 12 Jahren seine Tätigkeit als Hoher Repräsentant für Bosnien und Herzegowina. Zu seinem Nachfolger wurde der CSU-Bundestagsabgeordnete und ehemalige Bundeslandwirtschaftsminister Christian Schmidt gewählt.

## Weitere Tätigkeiten
Im Juni 2010, in seiner Zeit als Botschafter in Slowenien, wurde er zum Vorsitzenden des Rates der Kärntner Slowenen gewählt.

## Auszeichnungen
- 1994: Orden der Freiheit der Republik Slowenien in Silber
- 2011: Großes Silbernes Ehrenzeichen für Verdienste um die Republik Österreich[8]
- 2015: Europäischer Karlspreis der Sudetendeutschen Landsmannschaft
- 2017: Wilhelm-Bock-Preis[9]
- 2022: Goldenes Doktordiplom der Universität Graz[10][11]

## Privates
Inzko ist mit der Sängerin Bernarda Fink verheiratet.
Er spricht fließend Slowenisch und Deutsch sowie Bosnisch, Russisch, Tschechisch, Englisch und Französisch.